# Altkatholische Heilandskirche (Wien)

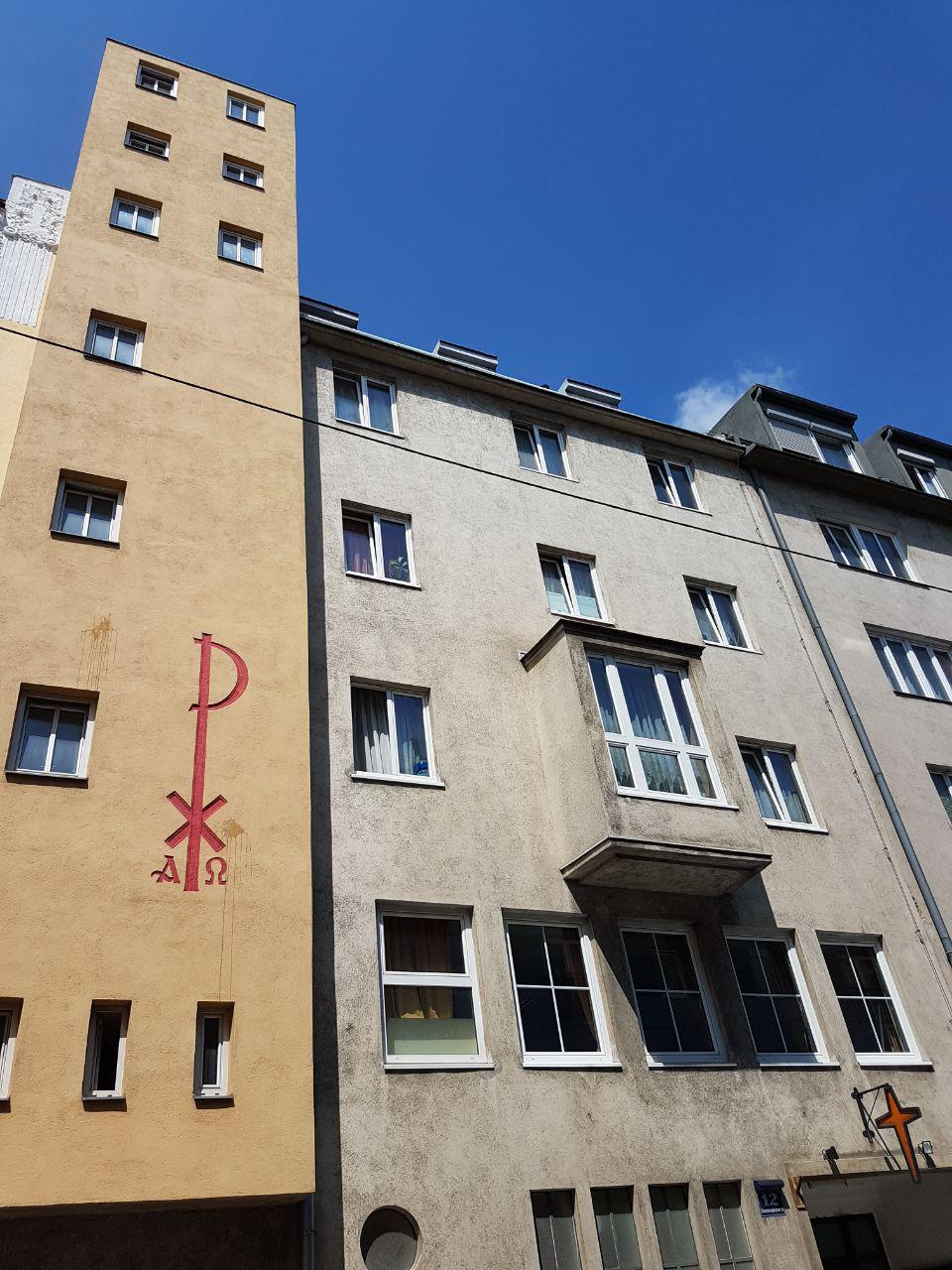
Außenansicht der Heilandskirche in der Rauchfangkehrergasse

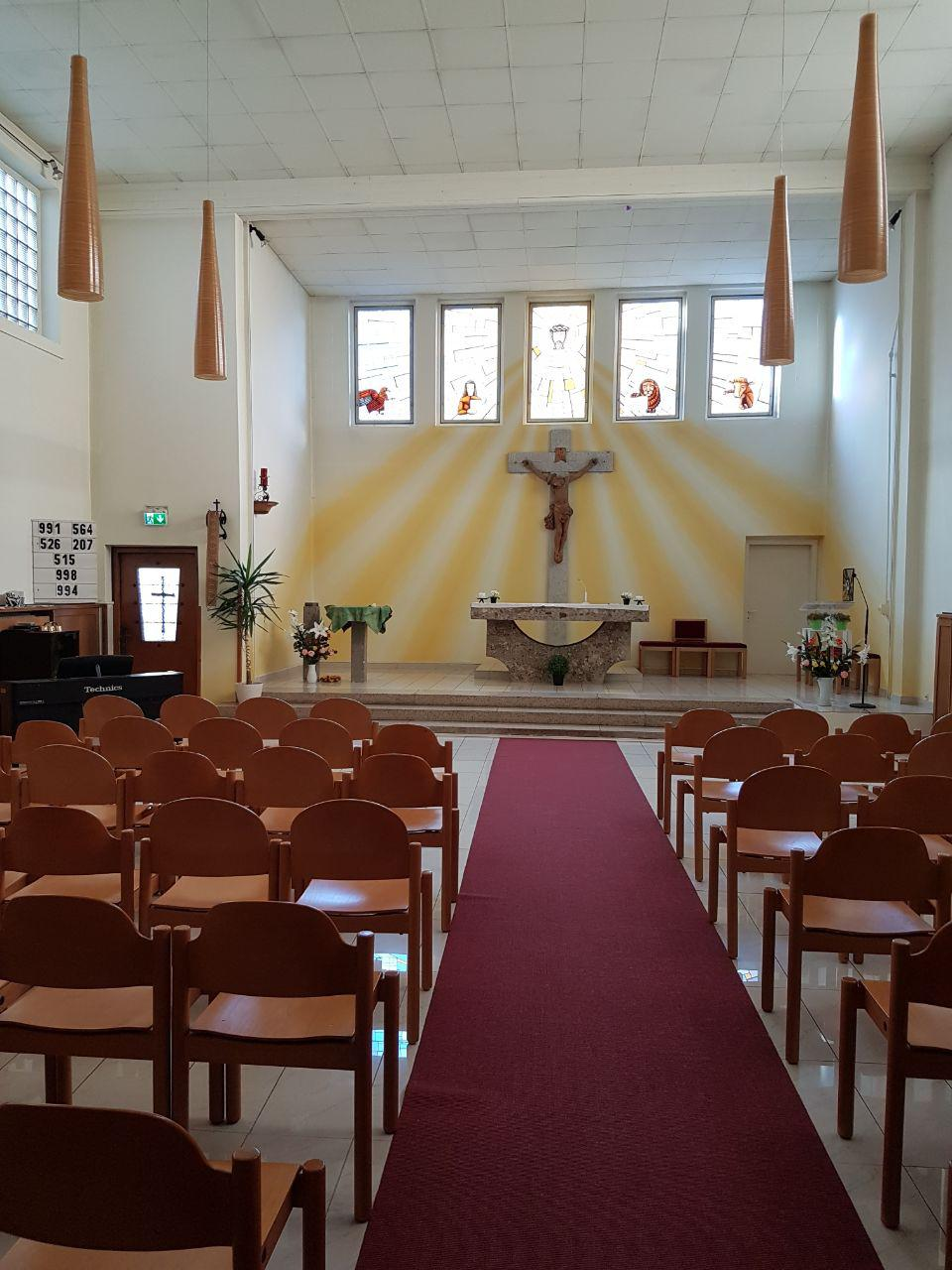
Altkatholische Heilandskirche in Wien 15, Innenansicht

Die Heilandskirche ist eine altkatholische Kirche im fünfzehnten Wiener Gemeindebezirk Rudolfsheim-Fünfhaus. Das Kirchengebäude in der Rauchfangkehrergasse ist die Gottesdienststätte für die altkatholische Kirchengemeinde „Wien-West“. Das Gemeindegebiet umfasst grob folgende Wiener Gemeindebezirke: Hietzing, Penzing, Meidling, Liesing, Favoriten und Rudolfsheim-Fünfhaus. Insgesamt gibt es vier altkatholische Kirchengemeinden in Wien, deren Gemeindegebiete sich teilweise auch über Teile Niederösterreichs und das Burgenland erstrecken.

## Geschichte der altkatholischen Kirchengemeinde „Wien-West“
Ab 1919 stieg die Zahl an Altkatholiken und erforderte daher einen Ausbau an Gottesdienststätten, da die Kapelle im Alten Rathaus Sankt Salvator nicht mehr ausreichte. Zunächst wurde eine intensivere Betreuung der Altkatholiken im Westen Wiens durch das Abhalten von Gottesdiensten in den evangelischen Kirchen Wien 6 und Wien 13 erreicht. Am 25. Oktober 1921 fand die erste Versammlung des altkatholischen Ortsvereins „Wien-West“ unter dem Obmann Karl Patocka in der Gastwirtschaft Kirchnerhof (Wien 15) statt. Bistumsverweser Adalbert Schindelar war ebenfalls anwesend und hielt einen Vortrag über die Anliegen der altkatholischen Reformbewegung. Am 30. November 1921 konstituierte sich die Ortsgruppe „Wien-West“ und wählte Josef Weimar, Oberrechnungsrat, zum 1. und Josef Brandsky zum 2. Obmann.
Am 14. Dezember 1922 fand in der Bundesrealschule Henriettenplatz (Wien 15) die gründende Versammlung der Filialgemeinde Wien-West statt. Andreas Lochner wurde erster Vorsitzender. Bistumsverweser Schindelar konnte schließlich am 15. April 1923 die erbaute Notkirche „Heilig Kreuzkapelle“ in der Fünfhausgasse 18 feierlich einsegnen. Eine für die Notkirche angeschaffte Glocke wurde am 27. April 1924 gesegnet. Die Filialgemeinde verzeichnete im Jahr 1926 3.675 Gläubige. 1932 zählte die Filialgemeinde (zuständig für die Bezirke 6, 13, 14 und 15) 4.836 Gläubige. Die Zahl der Gläubigen stieg bis 1937 weiter an – auf 5.600 – was auch die Einrichtung einer zusätzlichen Gottesdienststelle in der Spallartgasse erforderlich machte. Mit 10. November 1938 wurde die bisherige Zweigkirchengemeinde mit Erlass des Innenministeriums zur selbständigen Kirchengemeinde erhoben. Longin Focke wird am 27. April 1941 zum Pfarrer der Kirchengemeinde gewählt, die mit Stand 1942 4.846 Gläubige zählte. Bischof Stefan Török feierte am 9. Mai 1948 einen Festgottesdienst anlässlich des 25-jährigen Bestehens der Gemeinde. Im Oktober 1950 wurde ein Raum in der Schule Benedikt-Schellinger-Gasse 1–3 als Gottesdienststätte gesegnet.
Am 22. April 1961 segnete Bischof Török den Grundstein des heutigen Kirchengebäudes in der Rauchfangkehrergasse 12. Zunächst hieß die Kirche „Bischof-Cyprian-Kirche“. 1975 wurde ein Altarrelief von Bernhard Prähauser angebracht. In der Gemeindeversammlung vom 27. November 1989 wurde Günter Dolezal zum Pfarrer gewählt. Elvira Zuleger wurde von Bischof Bernhard Heitz am 24. November 1996 mit dem Amt einer Lektorin beauftragt. Die Kirchengemeinde Wien-Favoriten übersiedelte nach der Auflösung der bisherigen Kirchengemeinde Wien-West in die Rauchfangkehrergasse. Am 1. September 2002 wurde die Bischof-Cyprian-Kirche in Heilandskirche umbenannt.